# جو جانسن
جو جانسن (به انگلیسی: Joe Johnson) بازیکن فوتبال زادهٔ ۴ آوریل ۱۹۱۱ اهل کشور انگلستان که سابقهٔ بازی در تیم ملی فوتبال انگلستان را در کارنامهٔ خود دارد. وی در تاریخ ۱۸ نوامبر ۱۹۳۶ نخستین بازی ملی خود را در مقابل تیم ملی فوتبال ایرلند شمالی انجام داد و با حضور در ۵ بازی ملی، در تاریخ ۲۰ مه ۱۹۳۷ واپسین بازی ملی‌اش را در برابر تیم ملی فوتبال فنلاند برگزار کرد.
این بازیکن توانسته در بازی‌های ملی، ۲ گل به ثمر برساند.